# Bank-Archiv – Zeitschrift für das gesamte Bank- und Börsenwesen
Das Bank-Archiv – Zeitschrift für das gesamte Bank- und Börsenwesen ist eine seit 1988 erscheinende finanzwirtschaftliche Fachzeitschrift, die von der Österreichischen Bankwissenschaftlichen Gesellschaft herausgegeben wird. Wegen der  Namensähnlichkeit besteht eine Verwechselungsmöglichkeit mit dem Bank-Archiv – Zeitschrift für Bank- und Börsenwesen, das von 1901 bis 1943 vom Centralverband des deutschen Bank- und Bankiergewerbes herausgegeben wurde.

## Geschichte
In Österreich wurde 1952 von Hans Krasensky
die Zeitschrift Österreichisches Bank-Archiv (ÖBA), Zeitschrift für das gesamte Bank- u. Sparkassen-, Börsen- und Kreditwesen als eine monatlich erscheinende, wissenschaftliche Fachzeitschrift für Bankmanagement, Bankrecht und Kapitalmarkt gegründet.
Die Zeitschrift erschien mit den Bandnummern 1 bis 35 von 1952 bis 1987. Herausgeber war die  Österreichische Bankwissenschaftliche Gesellschaft.
Als Nachfolgezeitschrift des Österreichischen Bank-Archivs erschien ab dem Jahr 1988  das Bank-Archiv – Zeitschrift für das gesamte Bank- und Börsenwesen (Nebentitel: Journal of Banking and Financial Research).  Die Bandzählung begann im Jahr 1988 mit der Nummer 36 in Fortsetzung der Bandzählung der Vorgängerzeitschrift. Die Zeitschrift ist eine wissenschaftliche Fachzeitschrift für Bankenmanagement, Bank- und Kapitalmarktrecht. Sie wird von der Österreichische Bankwissenschaftlichen Gesellschaft herausgegeben.
Mit der Namensgebung entstehen Bezüge und Verwechselungsmöglichkeiten mit dem von 1901 bis 1943 vom Centralverband des Deutschen Bank- und Bankiergewerbes herausgegebenen Bank-Archiv – Zeitschrift für Banken- und Börsenwesen.
Die Schreibweise BankArchiv wird als typographische Variante auf dem Deckblatt verwendet. Im Impressum und in der Titelaufnahme durch die Deutsche Nationalbibliothek und die Österreichische Nationalbibliothek lautet die Bezeichnung Bank-Archiv.